# ETC Crimmitschau
ETC Crimmitschau, även känd som Eispiraten Crimmitschau, är en ishockeyklubb från Crimmitschau i Tyskland. 
Den ursprungliga klubben EHC Crimmitschau bildades 1927 och hade en tennissektion utöver ishockeyn. Klubbens färger har traditionellt varit rött och vitt, men på senare år har svart lagts till allt mer. Eispiratens hemmaarena Eisstadion im Sahnpark byggdes 1964 och har en kapacitet på 5 222 åskådare.